# رقص در هند

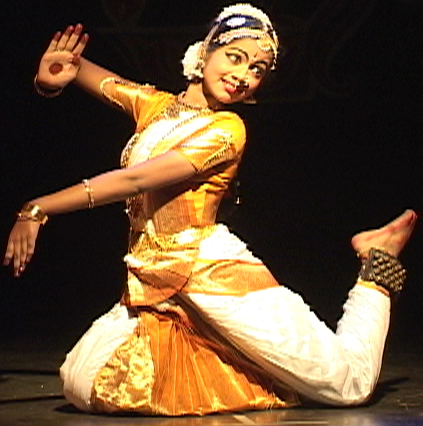

در سده اول قبل از میلاد در هند، بسیاری از متون رسمی با این نگرش نوشته می‌شدند که قوانین مدیریت اجتماعی، زندگی خصوصی، نظام زبانی، مبادلات مالی عمومی، سیاست داخلی، فنون شعر و فنون اجرای نمایش را تدوین کنند. « ناتیاشاسترای » باراتا مونی اولین متن موجود دربارهٔ رقص است.
گرچه موضوع اصلی « ناتیاشاسترا » نمایش است، به موضوع رقص نیز به مقدار قابل توجهی پرداخته‌است. این متن از یک سو به جزیئات حالات مختلف حرکت دست می‌پردازد و از سوی دیگر این حالات حرکت را به دو دسته نرم و شدید تقسیم می‌کند؛ حالت اول معرف شکل رقص « لالیتا » (« لایسا ») و حالت دوم معرف رقص « تنداوا » است. رقص به چهار دسته و چهار نوع منطقه‌ای تقسیم می‌شود. «ناتیاشاسترا» این چهار دسته را سکولار، تشریفاتی، مجرد و شرحی می‌نامد. جغرافیای منطقه‌ای از زمان باراتا کاملاً تغییر کرده‌است و در نتیجه به جز در یک مورد تغییرات مختلفی ایجاد شده‌است: «ادرا ماگادی» که پس از ده‌ها سال مناظره به عنوان منطقه امروزی میتیلا - اریسا و رقص ادیسی شناسایی شده‌است.
سبک‌های رقص بارها مردند و بارها احیا شدند و این مطلب در مورد گفته‌های باراتا نیز صادق است. اما در رقص شرحی او می‌توان ریشه‌های مختلف رقص « کاتاک » امروزی را جستجو کرد؛ همین نشانه‌ها در مورد رقص تشریفاتی در «باراتاناتیام» و ادیسی و در مورد رقص سکولار در« مهینی آتام » و« کوچی پودی » وجود دارد. امروزه تجرید تقریباً ویژگی همه اشکال رقص هندی کلاسیک است.امروزه گسترده و مهمترین مسابقات رقص کلاسیک هندی به نام لاتشپات که مخصوص رقص گجراتی می‌باشد در هند به صورت برون مرزی انجام می‌شود که با حضور استاد اعظم رقص هندی رانی موکرجی به عنوان داور چالش بزرگی برای شرکت کنندگان که همگی اساتید رقص گجراتی می‌باشند است .
از دیگر مسابقات گسترده رقص هندی میتوان به کوارما برای رقص ماهاراشترایی اشاره کرد.

## رقص هنری کلاسیک در سال ۱۹۴۷
در سال ۱۹۴۷ هند آزادی خود را به دست آورد و این احساس به وجود آمد که رقص می‌تواند دوباره به گذشته با شکوه خود باز گردد. گونه‌های کلاسیک و تفاوت‌های منطقه‌ای بار دیگر آشکار شدند، مشخصات قبیله‌ای مورد احترام واقع گشتند و با ترکیب این دو با نبوغ افراد ماهر این حرفه و نوآوری‌های جدید، رقص چهره جدیدی به خود گرفت (البته با گذشته کلاسیک خود).